# Indovia exsculpta
Indovia exsculpta là một loài tò vò trong họ Ichneumonidae.